# كأس السوبر الآسيوي 2000
كأس السوبر الآسيوي 2000 هي بطولة كأس السوبر الآسيوي السادسة، لعبت المبارة بين الهلال السعودي الفائز في بطولة الأندية الآسيوية وشيميزو إس-بولس الياباني بطل كأس الكؤوس الآسيوية 2000.

## المباراة
| الفريق الأول   | إجم. | الفريق الثاني | مباراة الذهاب | مباراة الإياب |
| -------------- | ---- | ------------- | ------------- | ------------- |
| شيميزو إس-بولس | 2–3  | الهلال        | 1–2           | 1–1           |

### المباراة الأولى
| شيميزو إس بولس        | 1 – 2 | الهلال                            |
| --------------------- | ----- | --------------------------------- |
| كارلوس دوس سانتوس 48' |       | ريكاردو بيريز 35' (ركلة جزاء) 44' |

### المباراة الثانية
| الهلال          | 1 – 1 | شيميزو إس بولس       |
| --------------- | ----- | -------------------- |
| عمر الغامدي 70' |       | دايسوكي ايشيكاوا 29' |